# レスター・フラット
レスター・フラット（Lester Flatt、1914年6月19日 - 1979年5月11日）は、アメリカのブルーグラス・ギタリスト、マンドリン奏者で、バンジョー弾きのアール・スクラッグスとのデュオ「フラット&スクラッグス」でのコラボレーションで最もよく知られている。
フラットのキャリアは数十年に及び、1940年代にビル・モンローのバンド・メンバーとしてブレイクし、スクラッグスとの共演作品以外にも複数のソロ作品やコラボレーション作品がある。1960年代初頭に、ネットワーク・テレビのシリーズ『じゃじゃ馬億万長者』のテーマ「The Ballad of Jed Clampett」でのパフォーマンスを通じて、初めてメインストリームの聴衆へとたどり着いた。

## 略歴
フラットは、アメリカ合衆国テネシー州オーバートン郡のダンカンズ・チャペルで、ナニー・メイ・ヘイニーとアイザック・コロンバス・フラットの間に生まれた。1943年、ビル・モンローの兄チャーリーのバンドであるケンタッキー・パードナーズのバンドでマンドリンを演奏し、テノールを歌った。1945年にビル・モンローのブルーグラス・ボーイズのメンバーとして初めて有名になり、チャーリー・モンローとクライド・ムーディの演奏から部分的に派生した親指と人差し指のギター・スタイルを演奏した。1948年には、モンロー大学の同窓生であったアール・スクラッグスとバンドを結成し、その後、20年間、フラット&スクラッグスとフォギー・マウンテン・ボーイズはブルーグラスで最も成功したバンドの1つとなった。1969年に彼らが解散したとき、フラットはフォギー・マウンテン・ボーイズから多くのメンバーを雇って新しいグループ、ナッシュビル・グラスを結成した。1979年に亡くなるまで、そのグループでレコーディングと演奏を続けている。これらの独創的なアンサンブルにおける、リズム・ギタリストおよびボーカリストとしての彼の役割は、伝統的なブルーグラス・ミュージックのサウンドを定義するために役立った。彼の堅実なギター演奏と豊かなリード・ボイスは、何百ものブルーグラス・スタンダードの中でも紛れもないものとなっている。彼はその作曲した作品のライブラリーによっても知られている。

## その死と影響

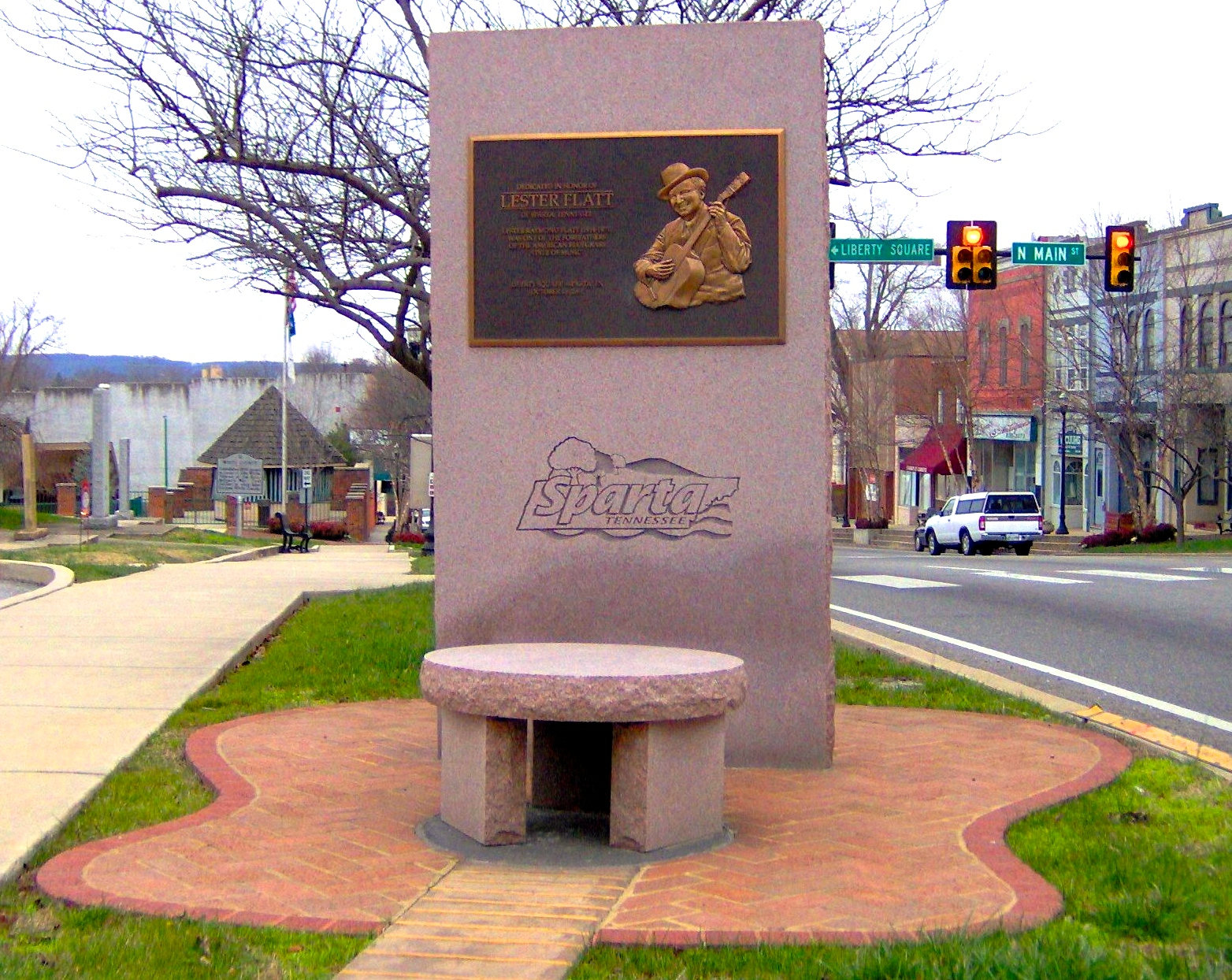
テネシー州スパルタのレスター・フラット記念碑

フラットはテネシー州ナッシュビルで心不全のため64歳で亡くなった。
彼は死後、1985年にスクラッグスとともにカントリー・ミュージックの殿堂入りを果たした。フラットは死後、1991年に国際ブルーグラス・ミュージックの殿堂の初代メンバーにも選ばれた。
レスターの故郷であるテネシー州スパルタでは、長年にわたって彼を讃えるブルーグラス・フェスティバルが開催されてきたが、伝統的な主催者で居住者のエヴェレット・ポール・イングランドが亡くなる数年前に中止となった。レスター・フラット記念ブルーグラス・デーは、スパルタで毎年開催されるリバティ・スクエア・セレブレーションの一環として今も開催されている。
フラット&スクラッグスは、2003年の「CMTによるカントリー・ミュージックの最も偉大な男性40人」で24位にランクされた。

## ディスコグラフィ

### アルバム
- Flatt Out (1970年、Columbia)
- One and Only (1970年、Nugget)
- Flatt on Victor (1971年、RCA Victor)
- 『レスター・アンド・マック』 - Lester 'N' Mac (1971年、RCA Victor) ※with マック・ワイズマン
- Kentucky Ridgerunner (1972年、RCA Victor)
- On the Southbound (1972年、RCA Victor) ※with マック・ワイズマン
- Foggy Mountain Breakdown (1972年、RCA Victor)
- Country Boy (1973年、RCA Victor)
- Over the Hills to the Poorhouse (1973年、RCA Victor) ※with マック・ワイズマン
- Before You Go (1974年、RCA Victor)
- 『ライヴ!』 - Live Bluegrass Festival (1974年、RCA Victor) ※with ビル・モンロー
- The Best (1974年、RCA Victor)
- Flatt Gospel (1975年、Canaan) ※with ナッシュビル・グラス
- Lester Raymond Flatt (1976年、Flying Fish)
- Heaven's Bluegrass Band (1976年、CMH) ※with ナッシュビル・グラス
- A Living Legend (1976年、CMH) ※with ナッシュビル・グラス
- Pickin' Time (1978年、CMH) ※with ナッシュビル・グラス
- Fantastic Pickin' (1979年、CMH) ※with ナッシュビル・グラス